# Trade and Technology Council

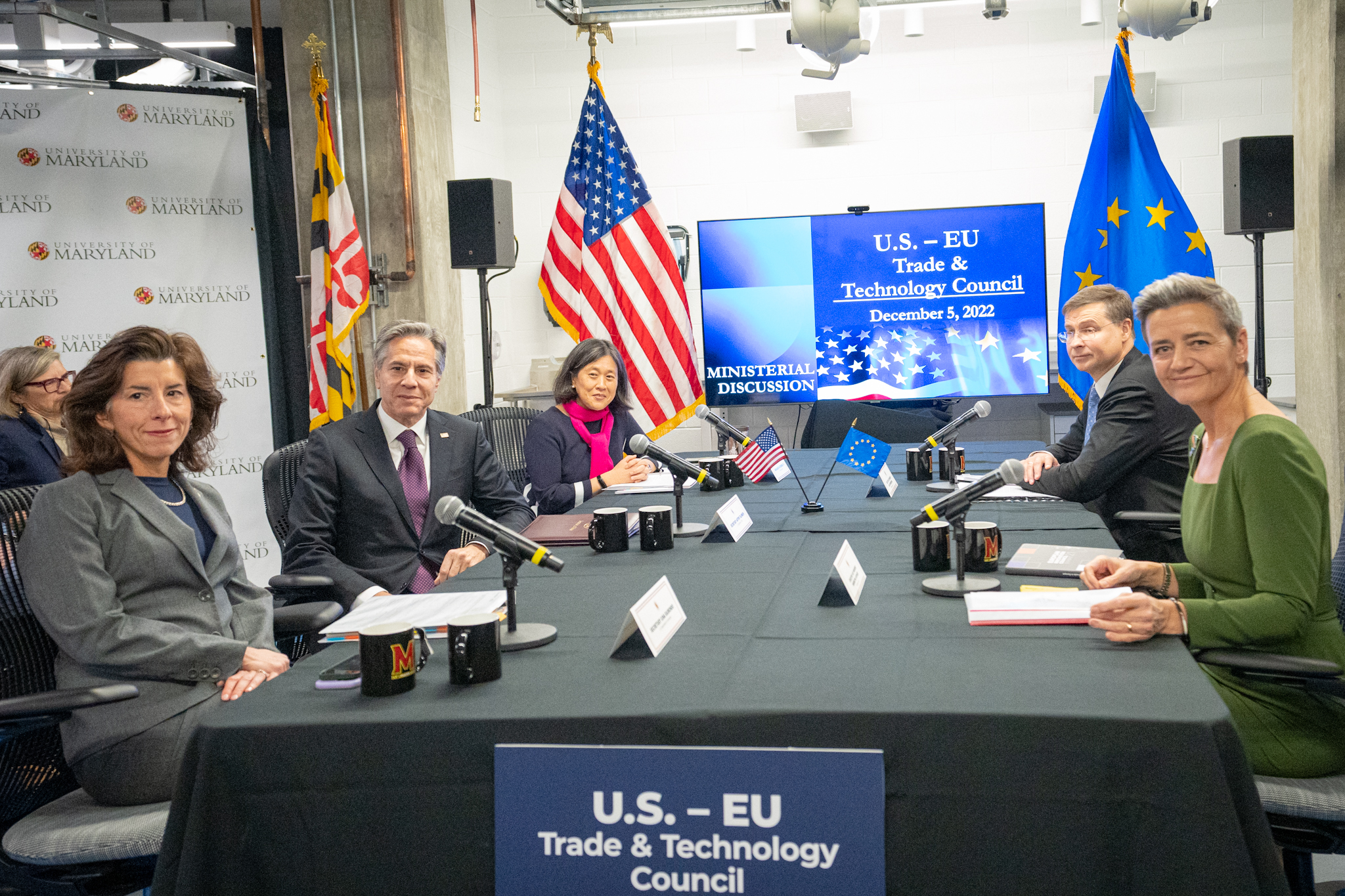
TTC-Meeting (2022)

Der Trade and Technology Council (TTC) ist ein transatlantisches Kooperationsforum, welches in regelmäßigen bilateralen Treffen zwischen Politikern und Vertretern der Europäischen Union und der Vereinigten Staaten zum Ausdruck kommt. Der TTC wurde im Juni 2021 auf dem US-EU-Gipfeltreffen ins Leben gerufen, mit dem Zweck eine engere Koordination der beiden Wirtschaftsblöcke in Fragen des Handels und der Regulierung von Technologie zu ermöglichen. Er beruht auf einer Initiative der Europäischen Kommission.

## Struktur
Der Trade and Technology Council gliedert sich in zehn Arbeitsgruppen (working groups), welche sich mit verschiedenen Sachfragen auseinandersetzen und der politischen Ebene Bericht erstatten. Die Arbeitsgruppen unterstehen dabei den relevanten US-amerikanischen und EU-Behörden. Themen, die im Fokus stehen, sind Technologiestandards, grüne Technologien, globale Lieferketten, Sicherheit und Wettbewerbsfähigkeit von Informations- und Kommunikationstechnologien und -dienstleistungen, Datenmanagement und Regulierung, Missbrauch von Technologien, welcher die Sicherheit und die Menschenrechte bedroht, Exportkontrollen, Investitionsschutz, Förderung des Zugangs von KMU zu digitalen Technologien und deren Nutzung sowie globale Handelskonflikte.

## Geschichte
In der Amtszeit von Donald Trump als 45. Präsident der Vereinigten Staaten (2017–2021) waren die Beziehungen zwischen der EU und den Vereinigten Staaten von schweren Konflikten in der Handelspolitik und Meinungsverschiedenheiten in weiteren Bereichen wie der Regulierung von Technologieplattformen und der Umweltpolitik geprägt. Vonseiten der US-Regierung kam es schließlich zur Erhebung von protektionistischen Maßnahmen und Importzöllen gegenüber der EU, welcher die Trump-Regierung unfaire Handelspraktiken vorwarf. Im Sommer 2020 trat der damalige EU-Handelskommissar Phil Hogan an die Trump-Administration mit der Idee heran, die Beziehungen zwischen der EU und den USA mit einem Handels- und Technologierat als Kernstück neu zu gestalten. Die Gründung eines solchen Rates kam in der Amtszeit Trumps allerdings nicht zustande.
Nach der Abwahl Trumps und dem Amtsantritt von Joe Biden 2021 wurde den Plänen eine neue Dynamik verliehen und die EU und die Vereinigten Staaten näherten sich in ihren Positionen hinsichtlich vieler Politikfelder wieder an. Darüber hinaus einigten sich die Regierung und die EU darauf, Zölle in Höhe von 11,5 Mrd. US-Dollar im Zusammenhang mit dem Boeing-Airbus-Streit für fünf Jahre auszusetzen. Die beiden führten auch die Bemühungen der OECD an, ab 2023 einen Mindestkörperschaftssteuersatz von 15 % für Unternehmen ab einem bestimmten Jahresumsatz. Die Gründung des TTC wurde nach anfänglicher Unklarheit am 15. Juni 2021 von US-Präsident Joe Biden und der Präsidentin der Europäischen Kommission Ursula von der Leyen angekündigt.
Die erste Sitzung des TTC fand am 29. und 30. September 2021 in Pittsburgh statt und wurde von der Etablierung des Militärbündnisses AUKUS überschattet, welches die Beziehungen zwischen den Vereinigten Staaten und Frankreich belastete. Die zweite Sitzung im Mai 2022 stand im Rahmen des russischen Überfall auf die Ukraine und der dadurch ausgelösten internationalen Krise. Die dritte Sitzung fand im Dezember 2022 statt; auch hier wurden der Ukraine-Krieg und geopolitische Gefahren für die globalen Lieferketten diskutiert. Eine vierte Sitzung, bei der u. a. die Kooperation im Bereich der Künstlichen Intelligenz thematisiert wurde, fand im Mai 2023 in Schweden statt.

## Ziele
Laut dem Außenministerium der Vereinigten Staaten verfolgt der TCC folgende vier Ziele:
- Zusammenarbeit bei der Entwicklung und dem Einsatz neuer Technologien auf der Grundlage gemeinsamer demokratischer Werte, einschließlich der Achtung der Menschenrechte.

- Sicherstellen, dass die Handelspolitik und der Einsatz neuer Technologien von nationalen Sicherheits- und Wissenschaftsprioritäten sowie von wirtschaftlichen und kommerziellen Prioritäten geleitet werden.

- Steigerung der Wettbewerbsfähigkeit der transatlantischen Wirtschaft und Gewährleistung der gemeinsamen Führungsrolle bei der Festlegung globaler Normen für neue und kritische Technologien, die auf gemeinsamen demokratischen Werten beruhen sollen.

- Aufrechterhaltung der Führungsrolle der USA und ihrer Verbündeten in Wissenschaft und Technologie bei gleichzeitiger Bekämpfung des autoritären Einflusses im Bereich der digitalen und neuen Technologien.

## Treffen
Bisherige Meetings des TCC fanden statt:
- 29. September 2021: Pittsburgh,  Vereinigte Staaten
- 15.–16. Mai 2022: Paris,  Frankreich
- 5. Dezember 2022: College Park,  Vereinigte Staaten
- 30.–31. Mai 2023: Luleå,  Schweden[9]
- 30. Januar 2024: Washington, D.C.,  Vereinigte Staaten
- 4.–5. April 2024: Löwen,  Belgien